# Hollókői vár
A hollókői vár a Cserhát hegyei között, az UNESCO által a világörökség részévé nyilvánított palóc település, Hollókő közelében, egy kiugró sziklaszakadék szélén áll.

## A vár története
A hollókői várat a Kacsics nemzetség Illés ágának tagjai a tatárjárás után kezdték építeni a falu melletti sziklára (az öregtorony alsó szintjeit Kacsics András valószínűleg még a tatárjárás előtt emelte). Az erődítményt az évszázadok során fokozatosan bővítették: falszorosok, bástyák, lakóhelyiségek és ciszternák épültek az eredetileg 13. századi falakhoz. Először egy 1310-ben kelt oklevél említi Castrum Hollokew néven.

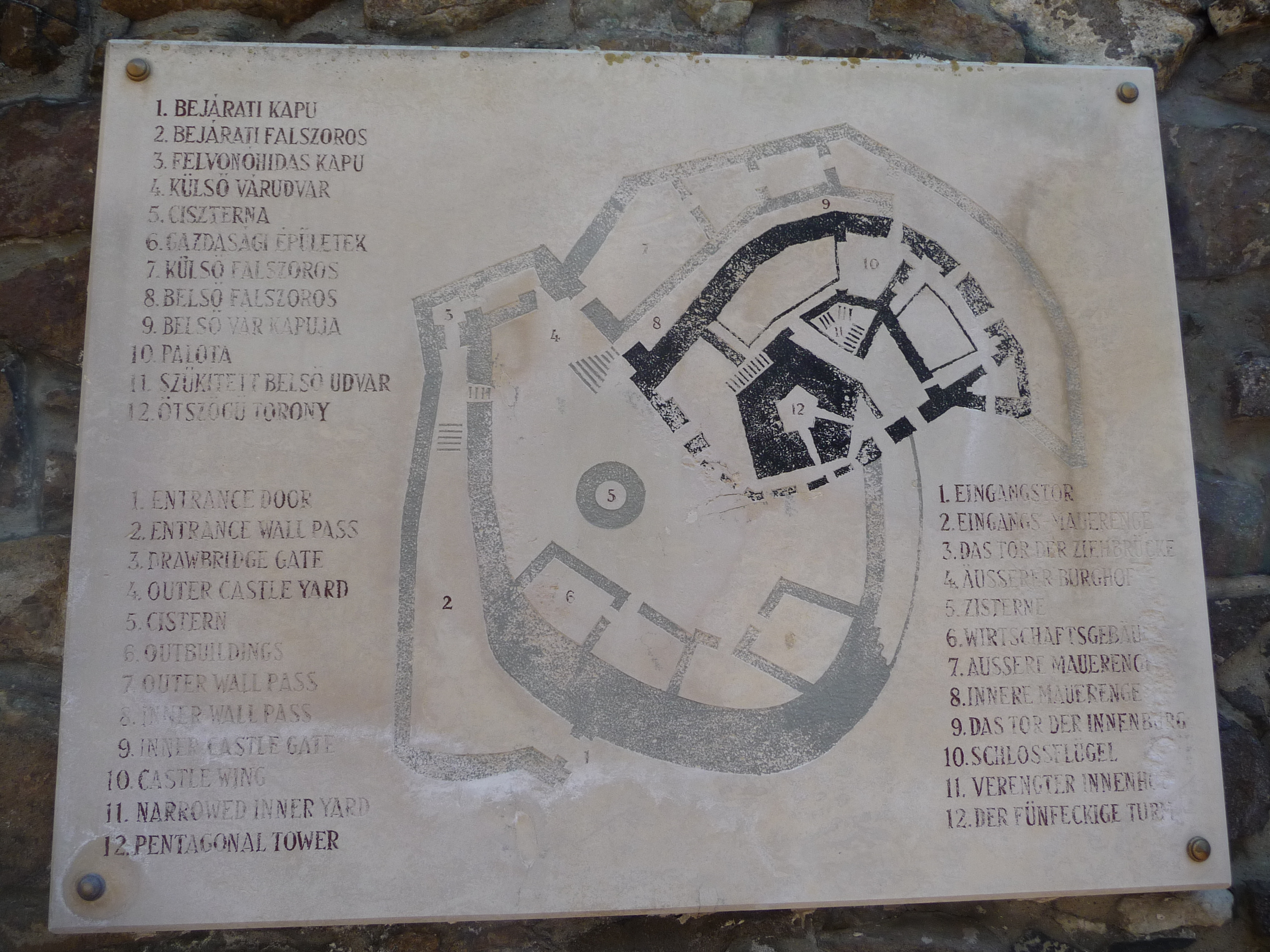
A vár alaprajza és térképe

A Kacsicsok a 14. század elején kitört anarchikus belháborúban kénytelenek voltak meghódolni Csák Máté tartományúr előtt, a továbbiakban őt szolgálták fegyverükkel. A rozgonyi csata után, 1313-ban az országot lassan ismét egységes állammá formáló Anjou Károly király kedvelt hívének, a szintén Kacsics nembeli Szécsényi Tamásnak adományozta, ő azonban még sokáig nem vehette át birtokát, mert a várat a Csák Mátéhoz hű Péter fia, Mikus őrsége sikeresen védte. Először a király Drugeth Fülöp vezette csapatai ostromolták sikertelenül az erősséget, majd 1320 tájékán a védőknek egy másik ostromot is sikerült visszaverniük. A vár csak Csák Máté halála után (1327-ben) került a király kezére; Szécsényi Tamás első várkapitánya Almágyi Balog Miklós volt. A Szécsényi Tamást a vár birtokába bevezető oklevél igen részletesen írja le a várbirtok határvonalát. Valószínűleg Szécsényi Tamás bővítette először a várat, a 14. század közepén a lakótornyot fallal vették körül, megépítették a toronytól nyugatra és északra lévő palota alsó két szintjét és a vízgyűjtőt. Leszármazottai a 14. század második felében folytatták a vár bővítését: megépült a két nyugati falszoros, a külső vár udvarát körülvevő fal és az alsó vízgyűjtő. Ebben az időben a kapu a várudvar déli falán volt. A 14. század végén építették a délnyugati sarkon a kaputornyot; ekkor a korábbi kaput elfalazták.
Az 1411. évi családi osztozás eredményeként Hollókőt Szécsényi (II.) László kapta meg. Fia, Szécsényi (III.) László Albert király özvegyétől Ulászlóhoz pártolt át 1441-ben. Ezután a volt királyné párthíve, Giskra többször is betört csapataival a környékre. A husziták Szécsény melletti veresége után a két fél 1441-ben fegyverszünetet kötött, és ezt Giskra 1442-ben éppen Hollókőn, Szécsényi László főispán várában újította meg Hont és Nógrád vármegye küldötteivel. Valószínűleg Szécsényi László építtette a védelem megerősítésére a kapuhoz vezető feljárati, és az északi falszorost. 1454-ben a főispán hadi kiadásai miatt Hollókőt – a várbirtokhoz ekkor négy község tartozott – elzálogosította két vejének: Guthi Országh Mihálynak és Losonczy Albertnek.
1455-ben Szécsényi László fiú örökös nélkül hunyt el, és hatalmas birtokát leányai révén a Losonczi és a Guthi-Ország család örökölte; birtokukban a király is megerősítette őket. Az új birtokosok jelentősen, kétszer is átalakíttatták a várat:
- Az első átalakítással (a 15. század végén) beépítették a belső vár kis udvarát, gótikus kapukereteket helyeztek el a palota alsó szintjén és beboltozták az ottani pincét is. Az istállók és raktárak a külső várban kaptak helyet.
- A második átalakítással (a 16. század elején) az ötszögletes tornyot egy, a palotát két emelettel megnövelték, beépítették a tornyot körbevevő fal pártázatos védőfolyosóját, megépítették a nyugati külső falszoros keresztfalait. A tágasabb, díszesebb új palotaemeletek alapján feltételezhető, hogy a vár urai időszakosan Hollókőn lakhattak.

Miután a török 1544-ben elfoglalta Nógrád várát, Hollókőt a Habsburg hadvezetés betagolta a királyi végvárrendszerbe, ahol kis várként másodrangú szerepet töltött be. A helyőrség feladata az volt, hogy megakadályozza a rabló portyákra induló török lovascsapatok betörését a környező jobbágyfalvakba, de mivel kevesen voltak, ezt csak nehezen tudták végrehajtani. Ebből az időszakból érdemel említést Kapitán György hollókői kapitány és a szandai török parancsnok, Hubiár aga párviadala, amit 1550-ben vívtak a bujáki réten.

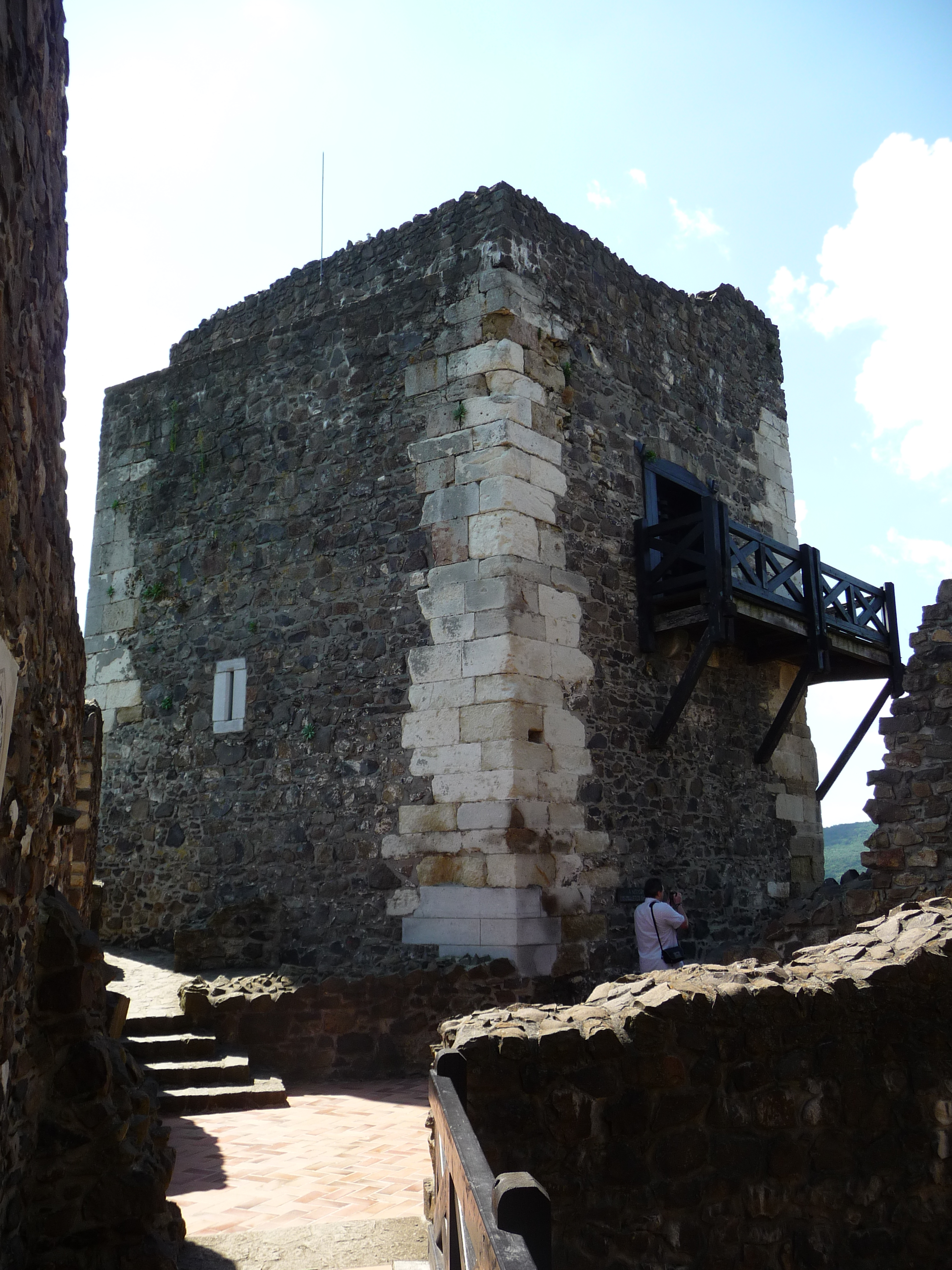
Az öreg torony

A nógrádi várakat Ali budai pasa az 1552-es hadjáratában sorra elfoglalta. Hollókő helyőrsége a két várparancsnok, Zsáki András és Imre viszálykodása miatt a hatalmas sereg közeledtére ellenállás nélkül elmenekült. A várban egy 1556-os zsoldlista szerint Mohamed aga állomásozott huszonegy zsoldosával (18 gyalogos, 3 tüzér). A török várőrség 1558-59-ben 24 fő volt.
A királyi seregek 1593 őszén, Fülek visszafoglalása után, Prépostvári Bálint egri főkapitány tárgyalásainak eredményeképpen ugyancsak ágyúlövés nélkül vették vissza. Továbbra is a jelentéktelenebb végvárak közé tartozott, 1596-ban egy vizsgálat igen rossz állapotúnak minősítette, ezért az 1608-as országgyűlés elrendelte megerősítését. A feltárás alapján megállapítható, hogy megelégedtek kisebb építkezésekkel: a 16. század végén feltöltötték a külső várudvart, és két helyiséget emeltek, a 17. század elején ezt újabb feltöltés és újabb két helyiség építése követte. A várban az 1652-es és 1655-ös adatok szerint 20 fős őrség állomásozott.
A katonai jelentőségét már elvesztett, kicsiny végvárat 1663-tól húsz esztendeig ismét a török birtokolta, miután Berki Mátyás és Nagy Orbán parancsnokok átadták a várat.   Ezután járt itt Evlija Cselebi utazó, és leírta, hogy a török élelem- és hadiszertárat helyezett el Hollókőn.
A „pogányok” uralma alól véglegesen a Bécs városának felmentéséből hazafelé tartó Sobieski János lengyel király csapatai szabadították fel 1683 októberében, amikor Szécsényt is. 1701-ben I. Lipót több más várral együtt elrendelte Hollókő lerombolását, de ezt ekkor még nem tették meg. A 18. század elején az üresen álló építmény őrzését Szabó György, Gondor Mátyás, Nagy Orbán és Krikk Lőrinc hollókői lakosokra bízták. 1710-ben Nógrád labancpárti nemesei Hollókőn tartották a megyegyűlést.
1711-ben az ország békéjére és az ország nehéz anyagi helyzetére tekintettel a vár bejáratait, hídjait és a külső várudvar szakaszait elbontották, így a vár elkerülte a teljes lerombolást. 1718-ban már romként említették, és a következő évszázadokban az időjárás – és a köveket elbontó lakosság – valóban erősen megkoptatta falait. A birtok a 18. század elején a Forgáchok kezébe került, majd 1860-ban a Pulszky család vásárolta meg. Omladékai között egy ideig a környék szegényei laktak.

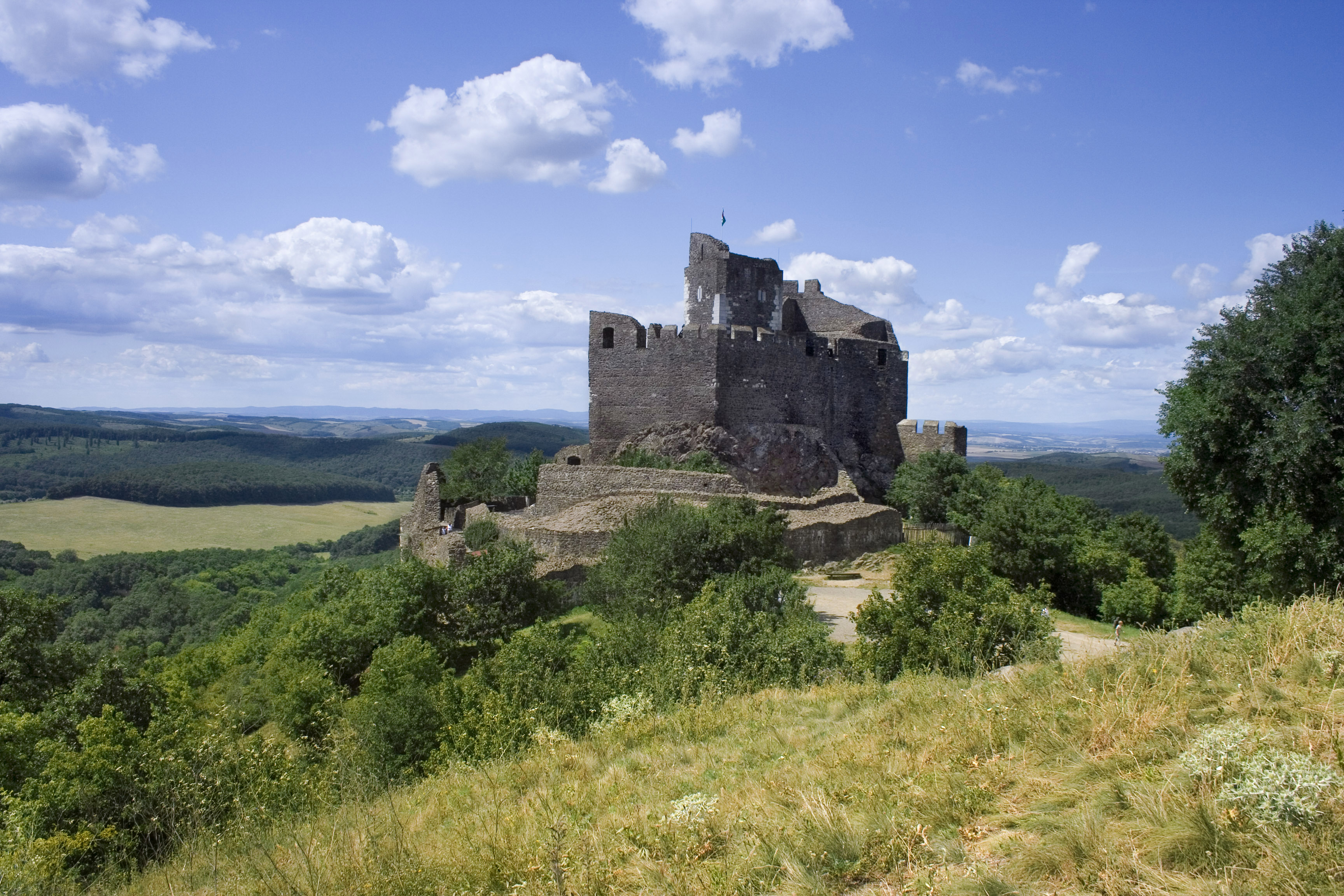

Bár az elmúlt kétszáz évben falainak egy részét építőanyagnak elhordták, még így is Hollókő a vármegye legépebben maradt, a középkori építkezés jegyeit is tükröző vára. A régészek 1966–69 között tárták fel, 1970-ben kezdték restaurálni. A vár és a község környékét 1977-ben tájvédelmi körzetté nyilvánították. 1996-tól látogatókat is fogadnak.

### Felújítás
A várban 2014 nyarán felújítások kezdődtek – 2015. április 3-ig nem lehetett látogatni –, majd 2015. május 7-én került sor az átadásra. A közel egy évig tartó renoválás eredményeként megnyílt az öregtorony, mely a vár 1996-os nyitása óta zárva tartott; helyre állították a felső várban található várkapitányi lakrészt és ebédlőt; az alsó várban két gazdasági épületet újítottak fel, ahol mostantól a látogatók a vár építéstörténetét bemutató 3D-s animációs filmet is megtekinthetik; konyhát, kovácsműhelyt és fegyvertermet alakítottak ki.
A vár a Nemzeti Várprogram harmadik ütemének helyszíne. Felújítását 2017/2018-tól kezdődően tervezik.

## A vár kialakítása
A körülbelül 400 méter magas sziklán lévő vár a természeti adottságok miatt szabálytalan alakzatban épült. A levegőből a vár olyan, mint egy csigaház, amelynek központja az ötszögletű öregtorony. Itt négy lakószint kapott védelmet. Később, 1270 körül ehhez hozzákapcsoltak egy palotaszárnyat is.
Később nőtt az igény a kényelem, a hatalom és a vagyon megmutatásának lehetőségei iránt, tehát szükség volt egy lovagterem kialakítására. Közvetlenül melléje pedig egy kápolnát emeltek. A 15. században a vár újabb részekkel bővült: a farkasveremmel, felvonóhíddal megerősített rendszer védte a felső várat, amely végül 1552-ben nem tudott ellenállni a töröknek.

## Részei
A szabálytalan alaprajzú vár legnagyobb mérete észak-déli irányban 68 méter, kelet-nyugati irányban 51 méter. A bejárati kapu és a torony bejáratának szintkülönbsége 27,5 m. A vár középkori bejáratán belépve indul a felfelé egyre keskenyedő, többszörösen megtört, bejárati falszoros, ami a felvonóhidas, négyszögletes, külső kaputoronyhoz vezet. A külső várudvar megközelítését több, egymás után beiktatott kapu nehezítette, közöttük farkasvermekkel. A ciszternás külső udvarra csak a leengedett felvonóhídon lehetett bejutni. A külső várudvaron egy 4 méter átmérőjű, sziklába vájt ciszterna található. Az ehhez fűződő monda szerint Csák Máté (e helyütt) rejtette volna el a kincseit, illetve később a törökök is ide hordták össze a környéken elrabolt aranyat. A sok kincskereső azonban eredmény nélkül távozott.

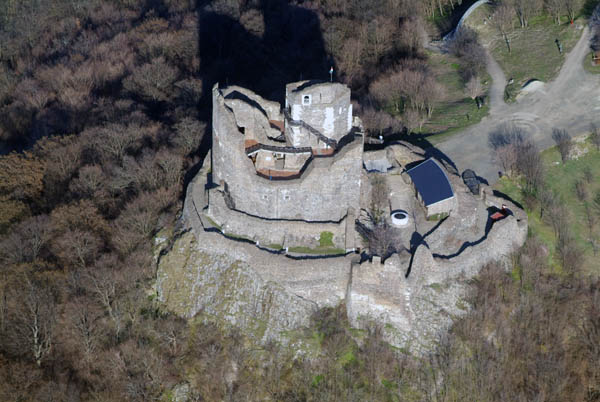
A levegőből

A külső várudvarból két falszoros indul a belső várkapu irányába. Az egyik közvetlenül a rámpáról kivezető kapu mellett található, a másik bejárat a belsővár délkeleti szögleténél csak az egyik kávasíkja maradt meg. Ez a bejáró egy belső falszorosba vezet, s ezen keresztül közelíthető meg a belső várudvar. A 16. században ez a feljárat már nem volt használatban. A gyalogos forgalom átkerült az alatta elhelyezkedő, lépcsőzetesen emelkedő délnyugati külső falszorosba. Itt egy háromszög alapterületű őrtoronnyal zárult. A négy kapuval több szakaszra osztott, teraszosan kiképzett külső falszoroson így lehetett a belső várkapuhoz eljutni. A belső vár kapuján lelépve egy előtérbe kerülünk, amiből három helyiség közelíthető meg. A bal oldali ajtó a pincébe nyílt, a jobb oldali gótikus bejárat a palota délnyugati szárnyába vezetett. Az előtér sziklába vájt lépcsőjén közelíthető meg a belső udvar.
A belső udvart a 16. században szűkítették le, s a palotát még két szinttel magasították meg. A belső vár helyenként a két méter széles falakhoz támaszkodik az „L” alaprajzú palota északi és nyugati szárnya. A szűkített belső udvarról közelíthették meg a torony földszinti helyiségét is, és innen belső lépcsőkön juthattak a felsőbb emeletekre. A torony négyszintes és lőréses pártázattal befejezett tömege kimagaslik a vár többi építménye közül.
Az udvarról belépve egy helyiségen áthaladva a pince feletti palotaszárnyba jutunk. Ez volt a lovagterem. Az udvartól jobbra esik a palota nyugati szárnya. Ennek sarkában van a belső vár ciszternája. Az udvarról egy újabb lépcsőn felkapaszkodva, a gyilokjáróhoz érünk. Körbehaladva egy hosszú lépcsősoron a torony bejárati ajtajához érünk. A torony lefedése még nem készült el, ezért az zárva van.
2003 óta zajlik az élet a várban. A Szent László lovagrend tagjai korhű ruhákban várják a turistákat. Ki lehet próbálni a középkorban használt fegyvereket. Megismerhetik az íj, a számszeríj, a hajítóbárd, és a lándzsa használatát is.

## Képgaléria

### Külső rész
|  |  |  |  |  |

|  |  |  |  |  |

### Belső rész
|  |  |  |  |  |

|  |  |  |  |  |